# Santana (Portel)
Santana es una freguesia portuguesa del concelho de Portel, con 41,89 km² de superficie y 628 habitantes (2001). Su densidad de población es de 15 hab/km².